# Anomální rentgenový pulsar
Anomální rentgenový pulsar (zkratka AXP, z angl. Anomalous X-ray pulsar) je v astronomii nepravidelný zábleskový zdroj v rentgenovém oboru. V současné době panuje široká shoda, že jde o magnetary – mladé izolované neutronové hvězdy s extrémně silným magnetickým polem. Tyto energetické rentgenové pulzary jsou charakteristické pomalou periodou rotace ~5–12 sekund a mohutným magnetickým polem ~1013–1015 gaussů. V současné době (v roce 2005) známe 6 AXP a dva kandidáty na tento status. Identifikace AXP s magnetary byla motivována jejich podobností s jinou tajemnou třídou zdrojů záření, s SGR, zábleskovými zdroji v měkkém gama oboru.